# Шаншере
Шаншере (порт. Xanxerê)  —  муниципалитет в Бразилии, входит в штат Санта-Катарина. Составная часть мезорегиона Запад штата Санта-Катарина. Входит в экономико-статистический  микрорегион Шаншере. Население составляет 40 228 человек на 2008 год. Занимает площадь 381,41 км². Плотность населения — 73 чел./км².
Праздник города —  27 февраля.

## История
Город основан 27 февраля 1954 года.

## Статистика
- Валовой внутренний продукт на 2005 составляет 550.799.000,00 реалов (данные: Бразильский институт географии и статистики).
- Валовой внутренний продукт на душу населения на 2005 составляет 13.654,43 реалов (данные: Бразильский институт географии и статистики).
- Индекс развития человеческого потенциала на 2000 составляет 0,815 (данные: Программа развития ООН).

## География
Климат местности: мезотермический гумидный.

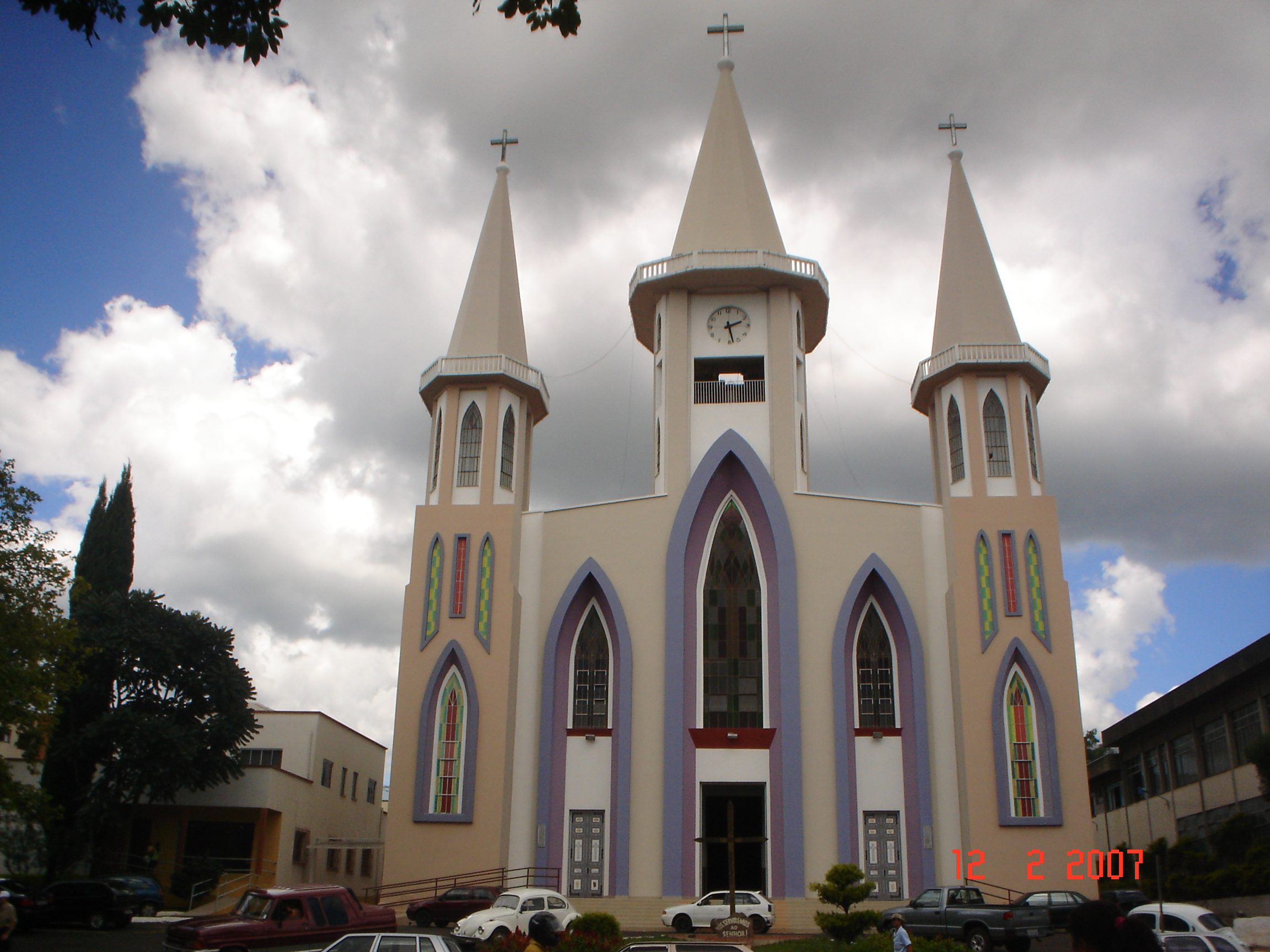
Собор